# Kvindemuseet i Danmark
Kvindemuseet i Danmark – muzeum historyczne w Aarhus w Danii, skupiające się na historii kultury kobiet w Danii. Kvindemuseet został założony w 1982 roku i mieści się w dawnym ratuszu w Aarhus, zbudowanym w 1857 roku. W 2012 r. muzeum działało z budżetem w wysokości 10 mln DKK ze środków publicznych, komunalnych i prywatnych. W Kvindemuseet znajduje się kawiarnia i piekarnia.
Oprócz stałych i czasowych wystaw Kvindemuseet zapewnia programy edukacyjne. W 2014 r. gmina Aarhus zatwierdziła coroczną dotację w wysokości 500 000 DKK dla Kvindemuseet na nauczanie uczniów w zakresie edukacji seksualnej, równości płci i demokracji.